# Haematopota angustifrons
Haematopota angustifrons är en tvåvingeart som beskrevs av Carter 1915. Haematopota angustifrons ingår i släktet Haematopota och familjen bromsar. Inga underarter finns listade i Catalogue of Life.